# Kostervig
Kostervig er et inddæmmet område i Stege Sogn på Møn. Området er beliggende på øens nordvestlige kyst syd for byen Koster og området Kosterland.
Kostervig blev inddæmmet 1872-74, og før dette var Koster kun landfast med Møn ved en smal tange.
I området er placeret en mindre flyveplads.